# Brian Savegar
Brian Savegar (24 de agosto de 1932 — 31 de março de 2007) foi um diretor de arte britânico. Venceu o Oscar de melhor direção de arte na edição de 1987 por A Room with a View, ao lado de Gianni Quaranta, Brian Ackland-Snow e Elio Altramura.